# Isla de Norman
La Isla de Norman (en inglés: Norman Island) está situada en el extremo sur del archipiélago de las Islas Vírgenes Británicas. Tiene la reputación de ser la inspiración para la novela de Robert Louis Stevenson La isla del tesoro.
Se dice que la isla lleva el nombre de un pirata que lo compró o arrendó en algún momento durante el siglo XVIII, a pesar de que la evidencia que apoye este argumento es difícil de encontrar.
En agosto de 1750 un galeón español llamado "Nuestra Señora de Guadalupe" buscó refugio de una tormenta en la costa de la actual Carolina del Norte. La tripulación se amotinó y el tesoro, que se dice consistía de (entre otras cosas) 55 cofres de monedas de plata, fue cargado en dos embarcaciones, una de los cuales era tripulada por Owen Lloyd. El primer buque naufragó, pero Lloyd se escapó a St. Croix. Después de deshacerse de una parte del dinero, procedió a ir a la isla de Norman, donde se dice que el tesoro fue enterrado.